# Fukuoka Financial Group
Fukuoka Financial Group — японская финансовая группа, расположенная в городе Фукуока, административном центре одноимённой префектуры. В списке крупнейших публичных компаний мира Forbes Global 2000 за 2021 год заняла 1542-е место (в том числе 157-е по активам)
Группа образовалась 2 апреля 2007 года объединением Bank of Fukuoka и Kumamoto Bank. В том же году в состав группы вошёл Shinwa Bank, а в 2019 году — Eighteenth Bank. Bank of Fukuoka и Eighteenth Bank были основаны в 1877 году, Shinwa Bank — в 1879 году, а Kumamoto Bank — в 1929 году. В 2020 году Shinwa Bank был полностью интегрирован с Eighteenth Bank в The Juhachi-Shinwa Bank, таким образом группа состоит из трёх банков, Банка Фукуоки, Кумамото банка и Юхати-Синва банка.
На 31 марта 2020 года активы группы составляли 25,07 трлн иен ($230 млрд), из них 16,13 трлн пришлось на выданные кредиты, 4,56 трлн — на наличные и краткосрочные депозиты в банках, 3,8 трлн — на ценные бумаги; принятые депозиты составили 17,52 трлн иен. Активы Bank of Fukuoka составили 18 трлн, Kumamoto Bank — 2,44 трлн, Shinwa Bank — 2,81 трлн, Eighteenth Bank — 3,03 трлн иен.